# I promessi topi
I promessi topi è una parodia a fumetti dei Promessi sposi di Alessandro Manzoni, originariamente pubblicata in tre puntate sui numeri 1769, 1770 e 1771 di Topolino (22 e 29 ottobre e 5 novembre del 1989) e quindi ripubblicata in volume unico all'interno del ciclo delle Grandi Parodie Disney. Nel 2006 viene ristampata insieme a I promessi paperi da RCS in un unico volume a cura di Gianni Bono, storico del fumetto, e una copia è conservata nella biblioteca della casa del Manzoni. La sceneggiatura è di Bruno Sarda, i disegni di Franco Valussi. È la seconda volta che il romanzo manzoniano viene rivisitato dagli autori Disney: tredici anni prima erano già stati pubblicati I promessi paperi. Rispetto alla parodia precedente, la storia è allo stesso tempo molto più rispettosa dell'originale e molto più ricca di situazioni parodistiche.

## Trama
La storia inizia "su quel ramo del lago di Como che volge a mezzogiorno tra due file ininterrotte di turisti". Nella parodia, infatti, la calata dei lanzichenecchi non è altro che un'orda di turisti tedeschi calati sulla ridente zona del lago. Ad approfittarne sono Don Pietrigo e la direttrice dell'albergo di cui è proprietario, la brava Trudy. Ma il signorotto non è soddisfatto del comportamento della donna, che nutre oltretutto delle mire non proprio gradite su di lui: decide così di tentare di convincere a prendere il suo posto la proprietaria dell'altra locanda della città, Lucia Minnella. La ragazza, però, rifiuta sdegnosamente.
In seguito, Don Pietrigo viene a sapere dal cugino Attilio il motivo di tale rifiuto: la locandiera è in procinto di entrare in affari con Renzo Topoglino, il proprietario della trattoria Il pesce fritto. I due intendono acquistare l'albergo Continental, messo in vendita dopo che il proprietario era stato cacciato dal paese da Don Pietrigo. A suggellare la società manca solamente la firma del contratto, che dovrà essere certificata il giorno seguente dal notaio Don Pippondio.
Don Pietrigo, deciso a salvaguardare il suo monopolio del turismo e ad avere Lucia come direttrice, incarica quindi due suoi bravi, il Grigio e il Falco, di minacciare il pauroso notaio intimandogli che questo contratto non s'ha da fare, né ora, né mai. Il giorno dopo, Renzo e Lucia si recano a casa del notaio che, fingendo di essere ammalato, riesce a rimandare la firma del contratto. I due vengono però a sapere la verità dalla governante del notaio, Clarabella. Renzo decide così di chiedere aiuto ad una strega, la "fattucchiera di Monza", chiedendole di rendere più coraggioso il pubblico ufficiale.
Nell'attesa della risposta della fattucchiera, gli eventi precipitano: Lucia viene rapita da Don Pietrigo e portata al castello di un conte suo amico, l'Innominabile Macchia Nera (così detto perché pronunciarne il nome porta iella). Nel frattempo la fattucchiera di Monza accetta di dare il suo aiuto, ma rinuncia quando scopre chi dovrebbe essere oggetto dei suoi incantesimi. Don Pippondio è infatti un incredulo incallito a proposito della magia e non ha su di lui alcun effetto: la fattucchiera se ne va, ma lascia a Clarabella un'erba che potrebbe aiutarli. A casa del notaio nel frattempo arriva Renzo, da poco sfuggito a un tentativo di rapimento da parte dei bravi di Don Pietrigo e riuscito a rifugiarsi nella casa del notaio. Quest'ultimo, preoccupato per la propria sorte, gli consiglia di fuggire a Milano. I bravi arrivano poco dopo la fuga di Renzo, ma nel frattempo Don Pippondio ha inconsapevolmente bevuto la tisana preparata da Clarabella con l'erba magica e diventa coraggiosissimo. I bravi vengono presto ridotti alla calma: il notaio riesce a farsi dire dove Lucia è stata nascosta e parte verso il castello dell'Innominabile per liberarla. L'impresa però non ha fortuna: l'effetto della tisana svanisce. Don Pippondio torna ad essere il fifone di sempre e viene rinchiuso nella stessa cella di Lucia. 
Renzo è nel frattempo arrivato a Milano, che trova però in una condizione critica: informato all'entrata della città da un gruppo di fuggiaschi, viene a sapere che nell'attuale capoluogo lombardo c'è la peste. Ma nella parodia non è la terribile malattia del romanzo originale: è la marchesina Esmeralda de Gomez, nipote del governatore e lontana parente dei reali di Spagna. Nessuno osa contraddirla, così la città è costretta a sopportare i suoi capricci: se l'anno precedente aveva voluto tutti i cittadini in maschera, ora ha decretato che gli unici prodotti vendibili siano torte e dolciumi. La popolazione si ribella a questo decreto, assaltando i forni in cerca di pane. Renzo stesso viene inseguito dai cittadini, insospettiti dal fatto che lui abbia un po' di pane portato da casa. Viene salvato dal questore di Milano lì di passaggio, Baffettoni detto l'Acchiappagarbugli. Intravedendo la possibilità di ottenere aiuto per la situazione sua e di Lucia, Renzo decide di aiutare il questore e il governatore con il "problema Esmeralda".
A palazzo, la marchesina è inquieta: gli è stato riferito che un morbo misterioso sta colpendo Milano. È in realtà solo un trucco di Renzo e del questore. Il giovane ristoratore arriva poco dopo travestito da medico e fa la sua diagnosi: la malattia misteriosa è il "tortillo", una forma di morbillo trasmessa da soldati di ventura. La cura è semplice ma terribile per Esmeralda: tre mesi di dieta a base di verdure, se contagiata, e colazione a base di carote per prevenire il contagio. Per la "peste" è decisamente troppo: fa le valigie in fretta e furia e giura di non tornare mai più a Milano. La "peste" è "debellata" e il governatore e il questore accettano volentieri di aiutare Renzo.
Nel frattempo, mentre Don Pietrigo subisce le ire di Trudy, che ha trovato un vestito per Lucia nel guardaroba dell'albergo, l'Innominabile prepara tutto per consegnargli Lucia e Don Pippondio. Ma accade qualcosa di imprevedibile: l'Innominabile si converte. Lucia gli ha infatti chiesto il perché della sua cattiveria e si sente rispondere dal conte che lui odia tutto e tutti perché, a differenza di lui, possono dire come si chiamano senza temere sciagure. La locandiera gli consiglia allora di provare ad essere più generoso, se vuole che la iella abbandoni il suo nome. Ed ha ragione: già dalle prime buone azioni dell'Innominabile, pronunciarne il nome non provoca più disgrazie (o, almeno, non più gravi come prima). Don Pippondio e Lucia vengono liberati e il conte depone contro Don Pietrigo. Quest'ultimo, Attilio e i suoi bravi vengono condannati a lavorare gratuitamente per dieci anni al nuovo albergo che apre di lì a poco: Da Renzo e Lucia. I due gestori non sono solo soci: come infatti Renzo aveva sempre sperato, Lucia accetta di sposarlo.
La parodia si conclude con un Don Pippondio in fuga da Clarabella, da sempre innamorata di lui, e una fattucchiera di Monza in fuga da Don Pippondio, che vorrebbe il suo aiuto per liberarsi dell'appiccicosa governante: Questo matrimonio non s'ha da fare!, dice alla strega.

## Originale e parodia, personaggi e interpreti
- il filatore di seta Renzo Tramaglino diventa il ristoratore Renzo Topoglino (Topolino);
- la contadina Lucia Mondella diventa la locandiera Lucia Minnella (Minni);
- il signorotto Don Rodrigo diventa l'albergatore Don Pietrigo (Gambadilegno);
- il curato Don Abbondio diventa il notaio Don Pippondio (Pippo);
- l'Innominato diventa l'Innominabile Conte Macchia Nera;
- la monaca di Monza Gertrude diventa la fattucchiera di Monza Genoveffa detta "Nocciola": vedi anche più sotto;
- i due celebri bravi dell'originale, il Griso e il Nibbio, diventano il Grigio e il Falco;
- il cappuccino Fra Galdino, incaricato dal convento della raccolta delle noci, diventa il "sor Postino", che recapita la posta alla fattucchiera e da lei compra nocciole;
- le due figure manzoniane del notaio Azzeccagarbugli e del questore Antonio Ferrer nella parodia si fondono nel questore Baffettoni, detto l'Acchiappagarbugli (Basettoni);
- Perpetua, governante di Don Abbondio, nella parodia diventa Clarabella, governante del notaio, che "da anni si prende perpetua cura di lui";
- il cugino Attilio mantiene il suo nome ed è qui interpretato da Plottigat;
- la terribile malattia della peste diventa la marchesina Esmeralda de Gomez detta "la peste" per i suoi comportamenti viziati.

Del tutto nuove, invece le figure della brava Trudy e del vicequestore Panetta (Manetta). Dal punto di vista dell'ambientazione e dei contenuti, invece, si ritrovano le seguenti trasposizioni:
- i "venticinque lettori" manzoniani vengono ripresi nella parodia: essi sono ventiquattro e quarantotto rispettivamente all'inizio e alla fine della prima puntata, sessantotto alla fine della seconda;
- la famosa minaccia questo matrimonio non s'ha da fare, né ora, né mai, viene ricontestualizzata: ora è questo contratto" che "non s'ha da fare, né ora, né mai. Più o meno come nel romanzo, Don Pippondio cerca di cavarsene fuori, sostenendo che gli altri "fanno i loro comodi e poi vengon da me solo per…";
- Don Pippondio, nell'ultima vignetta dice questo matrimonio non s'ha da fare scappando da Clarabella che lo vuole sposare;
- al momento della minaccia dei bravi, Don Abbondio sta leggendo il suo breviario. Don Pippondio sta leggendo una massima da un libro: Mille consigli per vivere bene e… a lungo di un tal Alessandro Manzoni. Don Pippondio si dice: "Chi era costui?" (nell'originale la stessa domanda è fatta a proposito di Carneade). La massima dice, riprendendo una frase di Manzoni: "Se sei un vaso di coccio, non metterti tra due di ferro: potresti romperti!";
- all'arrivo di Renzo e Lucia, anche Don Pippondio (allo stesso modo di Don Abbondio) prova a confondere il ragazzo parlando latino ("Iuris Paperini, iuris Archimedibus") e allo stesso modo Renzo risponde che non sa che farsene del suo latinorum;
- le notti insonni dell'Innominato, dovute al turbamento interiore a causa del rapimento di Lucia, sono ben diverse dalle notti in bianco dell'Innominabile, che non riesce a dormire a causa dei piagnistei di Lucia e, in seguito, di Don Pippondio;
- l'assalto al forno delle grucce non c'è nella parodia; in compenso, c'è l'assalto al forno delle stampelle;
- il riferimento agli untori è rispettato: il "tortillo" si diffonde infatti per sfregamento delle porte e degli abiti. In seguito sarà anche ripresa la frase "Dagli all'untore" nei confronti di un malcapitato servitore del governatore, reo di aver tentato di pulire una macchia dal vestito di Esmeralda;
- le "grida" non sono quelle emesse dal governo spagnolo, ma quelle dei bravi (e di Don Pietrigo e Attilio) dopo aver sperimentato la furia di Trudy, che ha scoperto le macchinazioni di Don Pietrigo per mettere Lucia al suo posto;
- anche il finale è molto simile a quello manzoniano: "se la storia vi è piaciuta, vogliatene bene ai suoi personaggi e anche un pochino a chi l'ha scritta".

## Gertrude/Genoveffa
La storia della monaca di Monza dell'originale manzoniano, è celeberrima: Gertrude, figlia di un potente e ricchissimo principe, viene costretta a farsi monaca contro il suo volere. Tutto ciò allo scopo di non disperdere il patrimonio di famiglia, a vantaggio del primogenito maschio. Manzoni dedica una lunga digressione alla storia del personaggio, in modo da evidenziarne la complessa psicologia. Allo stesso modo nella parodia disneyana vengono spese alcune pagine per raccontare la storia della fattucchiera di Monza. Da tutti chiamata Nocciola (per l'abitudine di coltivare e rivendere nocciole), in realtà il suo nome è Genoveffa. Fin dalla nascita, a causa dell'estrema bruttezza che la contraddistingue, viene spinta a diventare una strega dai genitori, maghi anch'essi. Allo scopo viene usato ogni mezzo: le vengono addirittura regalate delle piccole scope volanti, quando le altre bambine ricevevano bambole (a Gertrude venivano regalate bambole vestite da monaca). Crescendo, matura in Genoveffa il desiderio di diventare attrice e fugge di casa. Tutte le agenzie teatrali, però, non le danno alcuna speranza: è troppo brutta. L'unica occasione le viene offerta da un impresario evidentemente miope. Ma l'esperienza non è positiva: la sua comparsa sul palco viene accolta da una raffica di pomodori. Decide così di tornare a Monza dalla famiglia, dove le viene aperto uno studio di fattucchieria. Sarà in questo studio che riceverà, cento e più anni dopo, la richiesta di aiuto di Renzo Topoglino.